# UFC Fight Night: Lee vs. Oliveira
UFC Fight Night: Lee vs. Oliveira (também conhecido como UFC Fight Night 170 e UFC on ESPN+ 28) foi um evento de MMA produzido pelo Ultimate Fighting Championship no dia 14 de março de 2020, no Ginásio Nilson Nelson, em Brasília, Brasil.

## Background
Uma luta no peso leve entre  Kevin Lee e Charles Oliveira serviu como luta principal da noite.
Uma luta no peso médio entre Brad Tavares e o Antonio Carlos Júnior foi
marcada para este evento. Entretanto, Tavares teve que se retirar da luta devido a uma lesão nos ligamentos. Ele foi substituído por Makhmud Muradov. Dias depois, Antônio Carlos Júnior também foi forçado a se retirar da luta devido a uma lesão.
Uma luta no peso palha entre  Paige VanZant e Amanda Ribas foi marcada para este evento. Entretanto, VanZant teve que se retirar da luta devido a uma lesão. VanZant solicitou que a luta fosse remarcada para o mês seguinte, mas Ribas decidiu continuar no evento e  Randa Markos se ofereceu para substituir VanZant.
Na pesagem, Lee se apresentou com  71,8 kilos, 1,8 kg acima do limite da categoria dos leves, que é de  70 kg. Ele foi multado com  20% de sua bolsa e a luta contra Oliveira procedeu no peso casado.

### Pandemia do COVID-19
Em 12 de março, o UFC anunciou que o evento iria ocorrer com portões fechados (pela primeira vez na história da organização) após  Ibaneis Rocha, governador do Distrito Federal, anunciar que aglomerações em lugares públicos estariam proibidas por 5 dias devido a pandemia do Coronavírus.

## Bônus da Noite
Os lutadores receberam $50.000 de bônus:
- Luta da Noite:  Maryna Moroz vs.  Mayra Bueno Silva
- Performance da Noite:  Charles Oliveira e  Gilbert Burns